# Bitva Kóan
Bitva Kóan (japonsky 弘安の役, Kóan no eki), známá též jako Druhá bitva v zátoce Hakata, byl druhý pokus Mongoly ovládané říše Jüan o podmanění Japonska poté, co se první pokus, známý jako bitva Bun'ei, před sedmi lety nezdařil. V létě roku 1281 zaútočila říše Jüan dvěma mohutnými armádami. Japonským obráncům také velmi pomohl tajfun, který potopil značnou část jüanského loďstva. Útočníci, kteří se vylodili na břeh, byli krátce po svém přistání odraženi. Japonci nazvali tuto příhodnou bouři Kamikaze (神風) neboli „Božský vítr“ seslaný ochrannými božstvy na japonské nepřátele. Tento název pak na konci 2. světové války používali pro piloty, kteří se svými letadly prováděli sebevražedné útoky ze vzduchu.

## Pozadí
Po neúspěšné první jüanské invazi vybudovali Japonci podél pobřeží četná opevnění a provedli celou řadu dalších příprav obranného charakteru. Vojska byla stále udržována v patřičné pohotovosti, aby byla připravena k odražení případného nepřátelského útoku.
Počátkem roku 1280 začal Kublajchán plánovat další invazi do Japonska. Nařídil proto svým stavitelům lodí, aby do roka vybudovali nové válečné loďstvo. V krátkém čase, který měli loďaři k dispozici, bylo mnoho lodí postaveno ledabyle; řada dalších byly říční lodě s plochým dnem, které se na volném moři špatně ovládají. 

## Bitva
K červnu 1281 shromáždilo jüanské velení v Koreji 900 lodí. Toto loďstvo, jehož posádku tvořilo 17 000 námořníků plus 10 000 korejských a 15 000 mongolských a čínských vojáků, bylo pojmenováno Armáda Východní cesty. Mezitím vznikla jižně od řeky Jang-c’-ťiang  v Číně takzvaná Armáda Jižní cesty, kterou údajně tvořilo 100 000 mužů na 3500 lodích. Stejně jako tomu bylo v případě první mongolské invaze do Japonska, zmocnil se mnohem silnější nepřítel velmi rychle ostrovů Cušima a Iki.
Armáda Východní cesty dorazila do zátoky Hakata 23. června. Její velení se rozhodlo pokračovat v invazi a nečekat na mohutnější Armádu Jižní cesty, která ještě stále nevyplula z Číny. Oddíly Armády Východní cesty se nacházely kousek na sever a na východ od místa, kde se invazní jüanské síly vylodily v roce 1274. Stály prakticky před obranným opevněním, jež Japonci vybudovali. Samurajské síly okamžitě zareagovaly a zaútočily na nepřítele v několika vlnách a znemožnily mu vybudovat si předmostí.
Pod pláštíkem noci se pak malé skupiny samurajů v malých člunech tajně přikradly k lodím jüanské flotily v zátoce. Nepozorovaně se na ně nalodili a zabili tolik nepřátel, kolik jen mohli, a před úsvitem se opět stáhli. Tato znepokojivá opotřebovávací taktika přiměla jüanské síly k ústupu na Cušimu, kde jejich velení hodlalo vyčkat příjezdu Armády Jižní cesty. V průběhu několika následujících týdnů však bylo během různých šarvátek zabito v boji zblízka v horkém počasí na 3000 mužů. Jüanským útočníkům se nepodařilo vytvořit si předmostí.
První z lodí Armády Jižní cesty dorazila 16. července a 12. srpna byly již obě armády připraveny k útoku na Japonsko. Avšak 15. srpna udeřil na Cušimský průliv tajfun, který trval po dva dny a zničil většinu jüanského loďstva. Soudobé japonské zprávy naznačují, že bouře zničila víc než 4000 lodí; 80 % vojáků invazních sil se buď utopilo, nebo bylo pobito samuraji na plážích.